# 瑪麗皇后峰

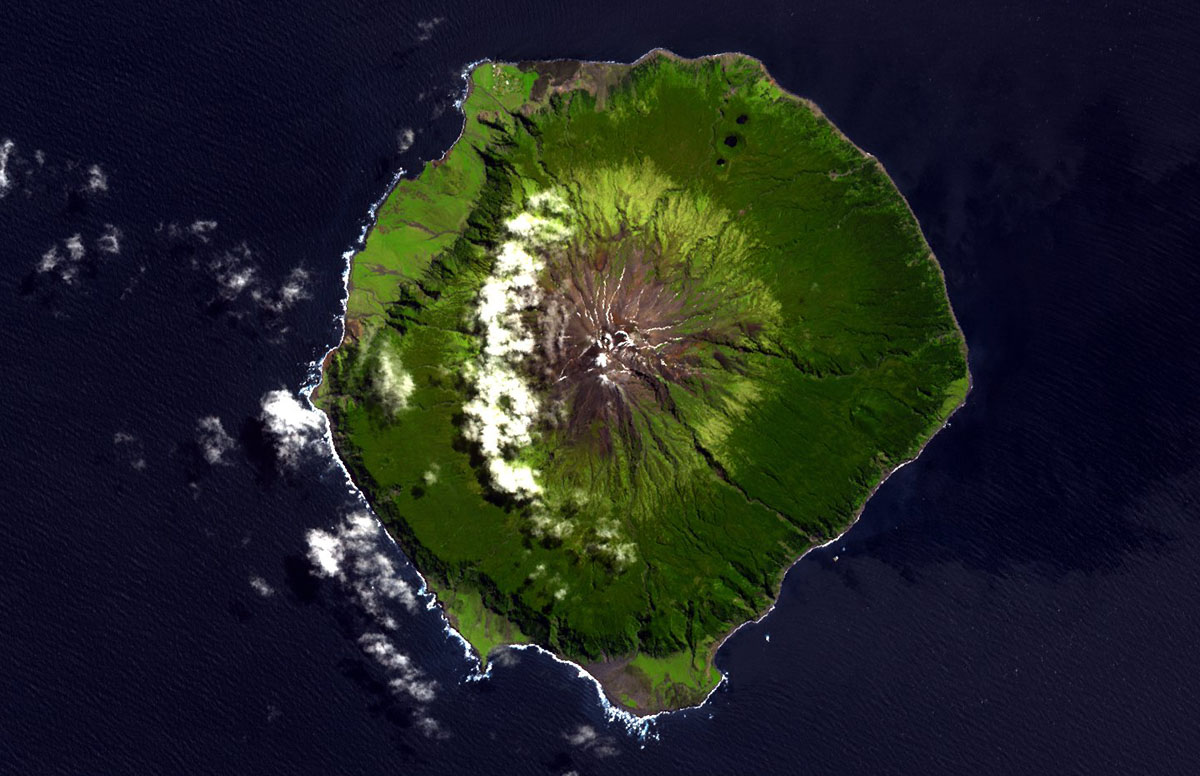

瑪麗皇后峰是特里斯坦-達庫尼亞群島的火山，海拔高度2,062米，是聖赫勒拿、阿森松與特里斯坦達庫尼亞的最高點，也是英国算上海外领土的最高峰（英国本土最高峰是本尼维斯山）最近一次火山爆發在1961年發生，導致當地居民撤離至英國本土一陣子。

## 外部連結
- . 全球火山作用计划. 史密森尼学会.
- Tristan da Cunha Island Tour: Peak （页面存档备份，存于）

37°06′42″S 12°17′16″W / 37.11175°S 12.28781°W